# محمد الفقيه صالح
محمد الفقيه صالح شاعر وسياسي ليبي ولد في 12 نوفمبر 1953 بطرابلس الغرب، ( ليبيا )، وبها تلقى تعليمه الأول، ثم سافر إلى مصر لاستكمال دراسته بكلية الاقتصاد والعلوم السياسية بجامعة القاهرة، فحصل منها على درجة البكالوريوس عام 1975.
عمل منذ تخرجه بوزارة الخارجية الليبية، وعمل موظفا في سفارات ليبيا في بعض الدول الأوروبية، وعيين سفيرا لليبيا لدى إسبانيا بعد الثورة الشعبية ضد حكم نظام القذافي. وقد توفي في مدريد-إسبانيا 3 يونيو 2017.
بدأت علاقته بالأدب منذ الستينيات، حيث أخذت شكل كتابة شعرية، وكتابة المقالة الأدبية في صحافة المدرسة، وأخذ ـ منذ المرحلة الجامعية ـ ينشر في الصحف والمجلات الثقافية الوطنية، وبعض المجلات العربية.
أحد أبرز الأصوات الشعرية الليبية في جيل السبعينات، فهو صاحب تجربة ثرية استفادت من التراث العربي قدر استفادتها من المنجز الحداثي…

## من إصداراته
- خطوط داخلية في لوحة الطلوع - شعر" 1999"
- حنو الضمة، سمو الكسرة - شعر "2001"
- أفق آخر - مقالات "2002
- قصائد الظل - شعر" 2016
- في الثقافة الليبية المعاصرة.. ملامح ومتابعات - نقد " 2016
- من قصائده الشعرية: قصيدة طرابلس الغرب، الرحيل إلى شجرة الزيتون، وصايا، ستون، رمل